# Tim Wellens
Tim Wellens   (Sint-Truiden, 10 de maig de 1991) és un ciclista belga, professional des del 2012. Entre el 2012 i el 2022 va córrer per l'equip Lotto-Soudal. El 2023 fitxà pel UAE Team Emirates. És nebot del també ciclista Paul Wellens.
En el seu palmarès destaca l'Eneco Tour de 2014 i 2015 i la Volta a Polònia de 2016, així com dues etapes al Giro d'Itàlia i dues a la Volta a Espanya.

## Palmarès
- 2009
  - 1r a la Clàssica dels Alps junior
  - Vencedor d'una etapa a la Volta a Ístria
  - Vencedor d'una etapa a la Lieja-La Gleize
- 2014
  - 1r a l'Eneco Tour i vencedor d'una etapa
- 2015
  - 1r a l'Eneco Tour i vencedor d'una etapa
  - 1r al Gran Premi Ciclista de Mont-real
- 2016
  - 1r a la Volta a Polònia i vencedor d'una etapa
  - Vencedor d'una etapa al Giro d'Itàlia
  - Vencedor d'una etapa a la París-Niça
- 2017
  - 1r al Trofeu Serra de Tramuntana
  - 1r al Trofeu Andratx-Mirador des Colomer
  - 1r al Gran Premi de Valònia
  - 1r a la Tour de Guangxi i vencedor d'una etapa
  - Vencedor d'una etapa a la Volta a Andalusia
  - Vencedor d'una etapa al BinckBank Tour
- 2018
  - 1r al Trofeu Serra de Tramuntana
  - 1r a la Volta a Andalusia i vencedor d'una etapa
  - 1r al Tour de Valònia i vencedor d'una etapa
  - Vencedor d'una etapa al Giro d'Itàlia
- 2019
  - 1r al Trofeu de Tramuntana Soller-Deia
  - Vencedor de 2 etapes a la Volta a Andalusia
  - Vencedor d'una etapa al Volta a Bèlgica
  - Vencedor d'una etapa al BinckBank Tour
- 2020
  - Vencedor de 2 etapes a la Volta a Espanya
- 2021
  - 1r a l'Étoile de Bessèges i vencedor d'una etapa
- 2022
  - 1r al Trofeu Serra de Tramuntana
  - Vencedor d'una etapa al Tour dels Alps Marítims i del Var
- 2023
  - 1r al Tour del Benelux
  - Vencedor d'una etapa a la Volta a Andalusia
- 2024
  -  Campió de Bèlgica en contrarellotge
  - Vencedor d'una etapa a la Volta a Polònia
  - 1r al Tour del Benelux
- 2025
  -  Campió de Bèlgica en ruta
  - Vencedor d'una etapa al Tour de França

### Resultats al Giro d'Itàlia
- 2014. 54è de la classificació general
- 2016. 96è de la classificació general. Vencedor de la 6a etapa
- 2018. Abandona (14a etapa). Vencedor de la 15a etapa

### Resultats al Tour de França
- 2015. 129è de la classificació general
- 2017. Abandona (15a etapa)
- 2019. 94è de la classificació general
- 2022. No surt (17a etapa)
- 2024. 80è de la classificació general
- 2025. 37è de la classificació general. Vencedor de la 15a etapa

### Resultats a la Volta a Espanya
- 2020. 78è de la classificació general. Vencedor de la 5a i 14a etapes